# Karate en los Juegos Panafricanos de 2015
El Karate en los Juegos Panafricanos de 2015 se llevó a cabo entre los días 4 y 6 de septiembre de 2015 en la capital Brazzaville y constó de 16 eventos (8 en masculino y 8 en femenil) tanto en individual como por equipos.

## Resultados

### Femenino
| Evento             | Oro                     | Plata          | Bronce                                   |
| ------------------ | ----------------------- | -------------- | ---------------------------------------- |
| Kata               | Manal Kamilia Hadj Said | Sarah Sayed    | Maxine Willemse Sylvie Viviane Ambani    |
| Kumite -50 KG      | Lydia Besbes            | Lame Hetanang  | Radwa Sayed Cynthia Oyono Nisame         |
| Kumite -55 KG      | Yasmin Attia            | Mariane Ndiaye | Mylene Oceanne Ganiero Thato Malunga     |
| Kumite -61 KG      | Giana Lotfy             | Saïda Djedra   | Rosine Joelle Tchuako Boutheina Hasnaoui |
| Kumite -68 KG      | Lamya Matoub            | Meghan Booyens | Merilynn Manthe Radwa Abdelsalam         |
| Kumite +68 KG      | Mame Fatou Thiaw        | Imene Atif     | Nina Youlou Aissa Faten                  |
| Kata por Equipos   | Argelia                 | Egipto         | Botsuana Nigeria                         |
| Kumite por Equipos | Argelia                 | Senegal        | Nigeria · Egipto                         |

### Masculino
| Evento             | Oro                        | Plata                     | Bronce                                                |
| ------------------ | -------------------------- | ------------------------- | ----------------------------------------------------- |
| Kata               | Ahmed Shawky               | Outis Mouad               | Michael Du Plessis Ofentse Bakwadi                    |
| Kumite -60 KG      | Innocent Okemba            | Abdelkrim Bouamria        | Balungile Ngcofe Nader Azzouzi                        |
| Kumite -67 KG      | Abdelatif Benkhaled        | Dieudonne Mba Minisa Dany | Ali Elsawy Jan Adriann Booyens                        |
| Kumite -75 KG      | Omar Abdel Rahman          | Sandile Makgwali          | Adonai Mayinguidi El Hadji Ibrahima Mbaye             |
| Kumite -84 KG      | Innocent Yves Andegue Mbia | Mouâd Achache             | Diego Mez Davy Mouhamed Diagne                        |
| Kumite +84 KG      | Dualde Malonga Kiminou     | Ahmed Elasfar             | Ali Amin Adel Soliman Etienne Martial Nonagni Bayomog |
| Kata por Equipos   | Egipto                     | Argelia                   | Sudáfrica República del Congo                         |
| Kumite por Equipos | Egipto                     | Argelia                   | República del Congo Senegal                           |

## Medallero
| #  | País                | Oro   | Plata | Bronce | Total |    |
| -- | ------------------- | ----- | ----- | ------ | ----- | -- |
| 1  | Argelia             | 6     | 7     | 0      | 13    |    |
| 2  | Egipto              | 6     | 3     | 4      | 13    |    |
| 3  | República del Congo | 2     | 0     | 5      | 7     |    |
| 4  | Senegal             | 1     | 2     | 3      | 6     |    |
| 5  | Camerún             | 1     | 0     | 3      | 4     |    |
| 6  | Sudáfrica           | 0     | 2     | 5      | 7     |    |
| 7  | Botsuana            | 0     | 1     | 4      | 5     |    |
| 8  | Gabón               | 0     | 1     | 1      | 2     |    |
| 9  | Túnez               | 0     | 0     | 3      | 3     |    |
| 10 | Nigeria             | 0     | 0     | 2      | 2     |    |
| 11 | Libia               | 0     | 0     | 1      | 1     |    |
| 11 | Benín               | 0     | 0     | 1      | 1     |    |
| 11 |                     | Total | 16    | 16     | 32    | 64 |